# Frank Perry
Frank Joseph Perry Jr. (Nueva York, 21 de agosto de 1930 – Nueva York, 29 de agosto de 1995) fue un actor, director, guionista y productor de cine, televisión, voz y teatro. Su ópera primera, la independiente Elisa obtuvo las nominaciones de los Oscars a la mejor dirección y al Mejor guion adaptado (escrito por el entonces su esposa Eleanor Perry). La preja colaboró en cinco películas, incluidas El nadador, Diario de una esposa desesperada, y la nominada por los Premios Emmy A Christmas Memory, basado en un cuento corto de Truman Capote. Su rol más conocido es el de Shuma-Gorath en unas producciones de Marvel.

## Biografía
Frank Joseph Perry Jr. nació en Nueva York, hijo de un corredor de bolsa Frank Joseph Perry Sr. y Pauline E. Schwab, que trabajaba en Alcóholicos Anónimos. Desde muy joven, Frank Jrpersiguió su sueño de trabajar en el teatro con un trabajo como asistente de párquing en Westport Country Playhouse en las cercanías de Westport, Connecticut. Asistió a la Universidad de Miami. Frank también estudió con Lee Strasberg en Nueva York. Produjo varias obras de teatro en Westport Country Playhouse y luego se dedicó durante un tiempo a la producción de documentales para televisión.

## Carrera
Después de luchar en la guerra de Corea, volvió a la industria del entretenimiento después de ser despedido e hizo su debut como director en 1962 con la película dramática de bajo presupuesto "Elisa". Basada en la novela de Theodore Isaac Rubin, el guion fue escrito por su esposa,  Eleanor Rosenfeld, que recibió una nominación para el Oscar al mejor guion adaptado. Un estudio del personaje de dos adolescentes con trastornos emocionales, la película tuvo éxito en taquilla y recibió muchos elogios de la crítica, lo que le valió una nominación para el Oscar a la mejor dirección. Ambos se unirían al selecto grupo de no actores a los que se les otorgó membresía en Actors Studio. A partir de ahí, Perry dirigió y produjo numerosos films, muchos de ellos basados en libros, como El nadador (1968) basado en una historia de John Cheever o El verano pasado (1969)' o Trilogy (1969), escritas por Truman Capote.
Perry es conocido por el estudios psicológico de sus personajes, como Diario de una esposa desesperada (1970), películas por la cual su actriz protagonista Carrie Snodgress consiguió una nominación al Oscar a la mejor actriz, o Play It as It Lays (1972), protagonizada por Tuesday Weld, que le valió una nominación al Globo de Oro  a la mejor actriz. También es destacada la dirección de drama biográfico Queridísima mamá, una adaptación de la biografía de la hija adoptiva de Joan Crawford. La película se convirtió en un clásico de culto a pesar de las críticas mixtas de los críticos; también ganó el Premio Razzie a la peor película, y Frank Perry fue nominado al peor director, mientras que la actriz Faye Dunaway recibió el premio Razzie por su actuación.
Parte del material relacionado con el cine y los artículos personales de Perry se encuentran en los Archivos de Cine de la Wesleyan University, una colección a la que académicos y expertos en medios de todo el mundo tienen acceso completo.

## Vida personal y muerte
En 1958, Frank se casó con su primera mujer Eleanor, con la que estuvo casada durante 15 años. Frank y Eleanor colaboraron en numerosos proyectos, como la nominada David and Lisa. Se divorciaron en 1971 por motivos de incompatibilidad.
En 1977, Perry se casó con Barbara Goldsmith, editora fundadora de la revista New York y autora de libros como Little Gloria...Happy at Last, de la que si divorció en 1992. Poco después, se casó con una instructora de esquí de Aspen (22 años más joven que él) Virginia Brush Ford, el 15 de junio de 1992. Su hermana es la pastor Mary Christine Perry, esposa del también pastor Maurice Keith Hudson y madre de los cantantes Katy Perry y David Hudson.
Perry murió de un cáncer de próstata el 29 de agosto de 1995, ocho días después de haber cumplido los 65 años en el Memorial Sloan Kettering Cancer Center de Manhattan. Su última película documental, On the Bridge (1992), es un dovcumental autobiográfico sobre su lucha contra la enfermedad.

## Filmografía
Filmografía:
- Elisa (David and Lisa) (1962)
- Ladybug Ladybug (1963)
- The Thanksgiving Visitor (TV) (1967)
- El nadador (The Swimmer) (1968)
- El verano pasado (Last Summer) (1969)
- Trilogy (1969)
- Diario de una esposa desesperada (Diary of a Mad Housewife) (1970)
- Duelo a muerte en el OK Corral (Doc) (1971)
- Play It as It Lays (1972)
- Man on a Swing (1974)
- Vidas sin barreras (Rancho Deluxe) (1975)
- Dummy (TV) (1979)
- Skag (TV) (1980)
- Queridísima mamá (Mommie Dearest, 1981)
- Monseñor (Monsignor) (1982)
- J.F.K.: A One-Man Show (TV) (1984)
- Posturas comprometidas (Compromising Positions) (1985)
- ¿Estás muerta, cariño? (Hello Again) (1987)
- On the Bridge (1992)

## Premios y distinciones
Premios Óscar
| Año  | Categoría      | Trabajo nominado | Resultado |
| ---- | -------------- | ---------------- | --------- |
| 1963 | Mejor director | Elisa            | Nominado  |